# 高村正彥
高村正彦（1942年3月15日—），日本政治人物。自由民主黨憲法改正推進本部最高顧問，原自由民主黨副總裁，番町政策研究所（高村派）原會長。曾歷任法務大臣與防衛大臣（3代）、防衛厅政务次官、大蔵省政务次官，还曾任村山内阁经济企划厅长官、第一届小渊内阁外务大臣和第三届森内阁法务大臣。2001年河本敏夫去世后，继任旧河本派会长，河本派因此改为高村派。是自民党内主张对华友好的著名人士。2007年9月26日曾出任福田康夫內閣的外務大臣一职。

## 從政經歷
- 1980年6月22日 第36屆日本眾議院議員總選舉（舊山口2區・自民黨公認）第1次當選。
- 1983年12月18日 第37屆日本眾議院議員總選舉（舊山口2區・自民黨公認）第2次當選。
- 1986年7月6日 第38屆日本眾議院議員總選舉（舊山口2區・自民黨公認）第3次當選。
- 1990年1月24日 第39屆日本眾議院議員總選舉（舊山口2區・自民黨公認）第4次當選。
- 1993年7月18日 第40屆日本眾議院議員總選舉（舊山口2區・自民黨公認）第5次當選。
- 1994年6月30日　就任經濟企畫廳長官。
- 1996年10月20日 第41屆日本眾議院議員總選舉（山口1區・自民黨公認）第6次當選。
- 1998年7月30日　就任外務大臣。
- 2000年6月25日　第42屆日本眾議院議員總選舉（山口1區・自民黨公認）第7次當選。
- 2000年7月4日　就任法務大臣。
- 2003年9月20日　出馬競選自由民主黨總裁選舉，败给小泉纯一郎
- 2003年11月9日　第43屆日本眾議院議員總選舉（山口1區・自民黨公認）第8次當選。
- 2005年9月11日　第44屆日本眾議院議員總選舉（山口1區・自民黨公認）第9次當選。
- 2007年8月27日就任首相安倍晉三內閣防衛大臣
- 2007年9月26日就任首相福田康夫內閣外務大臣。
- 2009年8月30日　第45屆日本眾議院議員總選舉（山口1區・自民黨公認）第10次當選。
- 2012年12月16日　第46屆日本眾議院議員總選舉（山口1區・自民黨公認）第11次當選。
- 2014年12月14日　第47屆日本眾議院議員總選舉（山口1區・自民黨公認）第12次當選。
- 2017年9月 第48屆日本眾議院議員總選舉不出馬，引退。

## 荣誉

### 日本勋章奖章
- 旭日大绶章（2018年4月29日公布[1]）

### 外国勋章奖章
- 民事功绩大十字勋章（西班牙语：Orden del Mérito Civil (España)）（西班牙，2009年10月23日批准[2]）：时任日西友好议员联盟会长。